# Kurt Welter
Pour les articles homonymes, voir Welter.
Kurt Welter, né le 25 février 1916 à Lindenthal (en) et mort le 7 mars 1949 à Leck, est un pilote de chasse allemand.
Il combat dès l'automne 1943 au sein de la Wilde Sau avec les JG 301, JG 302, JG 300 et NJG 10. Fort de ses succès, il crée plus tard à sa demande une petite unité équipée de Messerschmitt Me 262 biplace (Kdo Welter), qui sera intégré fin janvier 1945 à la NJG 11. Il sera crédité de plus de 20 victoires pendant le conflit sur cet avion à réaction (pour un total de 63 succès), ce qui en fait l'as sur ce type d'avion le plus victorieux de la Seconde Guerre mondiale. Il a abattu de nombreux de Havilland DH.98 Mosquito dans la Nachtjagd. Il existe cependant une controverse sur le nombre de victoires de Welter sur les Mosquitos, les rapports de la RAF n'enregistrant la perte que de trois appareils durant la période.
Il est décoré de la croix de chevalier de la croix de fer avec feuilles de chêne,, et de la croix allemande en or.